# Trofeo Matteotti 1983
Il Trofeo Matteotti 1983, trentottesima edizione della corsa, si svolse il 24 luglio 1983 su un percorso di 216 km. La vittoria fu appannaggio dell'italiano Marino Amadori, che completò il percorso in 5h42'49", precedendo i connazionali Claudio Torelli e Moreno Argentin.

## Ordine d'arrivo (Top 10)
| Pos. | Corridore            | Squadra    | Tempo    |
| ---- | -------------------- | ---------- | -------- |
| 1    | Marino Amadori       | Gis-Gelati | 5h42'49" |
| 2    | Claudio Torelli      | Sammontana | a 1'20"  |
| 3    | Moreno Argentin      | Sammontana | s.t.     |
| 4    | Francesco Moser      | Gis-Gelati | s.t.     |
| 5    | Bruno Leali          | Inoxpran   | s.t.     |
| 6    | Palmiro Masciarelli  | Gis-Gelati | s.t.     |
| 7    | Davide Cassani       | Termolan   | s.t.     |
| 8    | Franco Conti         | Dromedario | s.t.     |
| 9    | Alessandro Paganessi | Bianchi    | s.t.     |
| 10   | Giuseppe Passuello   | Vivi       | s.t.     |